# Apatosaurus ajax
Apatosaurus ajax (gr. "reptil engañoso de Ajax") es una de las dos especies del género fósil Apatosaurus de dinosaurio saurópodo diplodócido, que vivió a finales del período Jurásico, hace aproximadamente entre 152 y 150 millones de años, en el Kimmeridgiense, en lo que hoy es Norteamérica. Fue el primer gran saurópodo cuyo esqueleto completo fue expuesto al público. Othniel Charles Marsh describió y nombró esta primera especie conocida como A. ajax en 1877.